# Jacob von Zitzewitz
Jacob von Zitzewitz (* 1507 in Muttrin; † 10. März 1572 in Stettin) gilt als größter Staatsmann Pommerns im Reformationszeitalter.

## Leben
Jacob von Zitzewitz wurde 1507 als jüngster Sohn des Kaspar von Zitzewitz auf Muttrin und der Pelagina von Münchow geboren. Sein Vater, ein herzoglicher Rat am Hofe Bogislaw X., schickte den etwa 14-jährigen Jacob zur Ausbildung auf deutsche, französische und italienische Hochschulen. Erst 1538 zurückgekehrt, trat er zuerst in den Dienst Barnims IX.(XI.) von Pommern-Stettin, wechselte aber schon im nächsten Jahr an den Hof Philipps I. von Pommern-Wolgast. Herzog Philipp I. betraute ihn schon bald mit der Vertretung des Kanzlers und entsandte ihn zu den Reichstagen von Regensburg 1541, Nürnberg 1543 und Worms 1544. Im Jahre 1543 hatte Zitzewitz in Speyer den Austritt Pommerns aus dem Schmalkaldischen Bund zu erklären. Der Wolgaster Herzog bestimmte ihn 1546 für 6 Jahre zum Kanzler.
Nach der Schlacht bei Mühlberg drohte der siegreiche Kaiser Karl V. Pommern mit Vergeltungsmaßnahmen, obwohl die Pommern nur ein kleines Kontingent an Hilfstruppen gestellt hatten. Die Pommernherzöge entsandten Zitzewitz zu Verhandlungen ins kaiserliche Feldlager und 1547 zum Reichstag nach Augsburg. Hier hatte er jedoch keinen Erfolg. Erst nach weiteren Verhandlungen am Hofe Karls V. in Brüssel konnte er den Kaiser zum Abschluss eines Sühnevertrags bewegen. Pommern musste als Preis für die Begnadigung 90.000 Gulden zahlen, das Augsburger Interim anerkennen und sich den Entscheidungen des Reichskammergerichts unterwerfen. Zitzewitz wurde mit der Eintreibung des kaiserlichen Strafgeldes bei den Ständen beauftragt, was ihm trotz deren Widerstand in kurzer Zeit gelang.
In den folgenden Jahren versuchte er den pommerschen Staat zu reformieren. Er bemühte sich um die Verbesserung der Verwaltung, die Neuordnung des Münzwesens sowie der Polizei- und Justizgesetzgebung gemäß den Reichstagsbeschlüssen. Dass er dabei nur geringen Erfolg hatte, beruhte vor allem auf der mangelnden Unterstützung durch die Herzöge gegen den Widerstand des Landadels. Lediglich bei Regelung der kirchlichen Verhältnisse konnte er sich durchsetzen. 1552 suchte er bei Herzog Philipp I. um seine Entlassung nach, die dieser ablehnte. Noch im gleichen Jahr wurde er als Vertreter Pommerns zum Fürstentag nach Passau entsandt. Im Auftrag Karls V. musste er mit den kriegführenden Fürsten im Feldlager vor Frankfurt verhandeln und nahm Anteil am Abschluss des Passauer Vertrages. Als der Kaiser Herzog Philipp I. 1553 zum Unterhändler im Streit zwischen dem Markgrafen Albrecht Alkibiades von Brandenburg, den Stiften Bamberg und Würzburg und dem Herzogtum Braunschweig bestimmt wurde, wurde Jacob von Zitzewitz als Stellvertreter nach Frankfurt entsandt. Dass sein Bruder Joachim von Zitzewitz als Feldherr in Diensten des Markgrafen stand, war für seine Verhandlungen von Vorteil. Auf dieser Reise gelangte er bis nach Ungarn und schickte pessimistische Briefe über den Zustand des Reiches nach Hause.
Während des livländischen Konflikts gelang es ihm durch Verhandlungen Pommern aus dem Krieg herauszuhalten. Im gleichen Jahr gelang es ihm, die Wahl des Prinzen Johann Friedrich zum Bischof von Cammin durchzusetzen und damit das Bistum dem Herzogshaus zu sichern. 1558 legte er das Kanzleramt nieder und wurde zum Hauptmann des Amtes Wolgast ernannt. Er blieb jedoch weiter der Berater des Herzogs und 1559 zum Reichstag nach Augsburg geschickt. Dort war er Mitglied eines Ausschusses der die livländischen Angelegenheiten klären sollte.
Als Herzog Philipp I. von Pommern-Wolgast 1560 starb, wurde Zitzewitz ins politische Abseits geschoben, während seine Widersacher, unter anderem Ulrich von Schwerin, während der Minderjährigkeit der Herzöge an die Macht gelangten. Er zog sich auf seine Güter zurück, korrespondierte aber mit den jungen Herzögen, den Räten und auswärtigen Fürstenhöfen. Erst 1563 kehrte er in die aktive Politik zurück, als in Pasewalk Verhandlungen mit den Schweden stattfanden. 1565 während des Siebenjährigen Nordischen Krieges wurde er als Vermittler nach Kopenhagen und Stockholm geschickt. Als Vertrauter Herzog Johann Friedrichs wurde er 1567 wieder mit der Koordination der gesamten pommerschen Politik beauftragt und folgte diesem nach Stettin, als Herzog Barnim IX.(XI.) sich von der Regierung zurückzog. Dort wurde er zum Hofgerichtspräsidenten und zum obersten Aufseher über den gesamten Regierungsapparat ernannt. Eine Machtfülle, die kein pommerscher Beamter vor ihm hatte. 1570 hatte er einen Vorsitz bei den Friedensverhandlungen der nordischen Kriegsparteien in Stettin und leitete hier im Besonderen die Verhandlungen mit Brandenburg.
Als ein von Zitzewitz vorgeschlagenes Heiratsprojekt zwischen dem dänischen König und der Prinzessin Margarethe scheiterte, sah er sich einer Hetzkampagne seiner zahlreichen Feinde ausgesetzt. Gleichzeitig kam es mit dem Bankrott des Bankhauses der Loitze für zahlreiche Angehörige des pommerschen Landadels zu finanziellen Katastrophen. Jacob von Zitzewitz, ebenfalls ruiniert und wegen der Vermittlung einer nicht zurückgezahlten Anleihe an den Vorgänger des polnischen Königs zum Verantwortlichen für die Verluste erklärt, setzte seinem Leben am 10. März 1572 ein Ende.